# Chris Mulkey
Chris Mulkey (Viroqua (Wisconsin), 3 mei 1948) is een Amerikaans acteur, filmregisseur, filmproducent en scenarioschrijver.

## Privé
Mulkey trouwde in 1981, zijn tweede vrouw, en kreeg hieruit twee dochters. Ze bleven bij elkaar tot haar overlijden in 2015.

## Filmografie

### Films
Selectie:
- 2018 Gloria Bell - als Charlie
- 2018 Gotti - als Frank Decicco
- 2015 Truth - als Maurice Udell
- 2014 Whiplash - als ome Frank
- 2013 Captain Phillips – als John Cronan
- 2013 The Purge - als Mr. Halverson
- 2009 The Perfect Game – als Lucky Haskins
- 2008 Cloverfield – als luitenant kolonel Graff
- 2006 One Night with You – als detective Brown
- 2006 Unknown – als detective James Curtis
- 2005 North Country – als Earl Slangley
- 2004 Mysterious Skin – als Mr. Lackey
- 2002 American Girl – als John Grubb
- 2000 Slow Burn – als Jacob McTeague
- 1998 Bulworth – als politieagent
- 1996 Foxfire – als Dan Goldman
- 1996 The Fan – als Tim
- 1996 Broken Arrow – als majoor Hunt
- 1990 Angel of Death – als Matt
- 1988 Rain Man – als stem
- 1987 Deadly care – als Richard Halloran
- 1984 Runaway – als David Johnson
- 1982 48 Hrs. – als politieagent
- 1982 First Blood – als gevangenisbewaarder
- 1980 The Long Riders – als Vernon Biggs

### Televisieseries
Uitgezonderd eenmalige gastrollen.
- 2021 Kaljave gume - als Robert - 10 afl.
- 2019 Castle Rock - als Clay - 5 afl.
- 2019 Animal Kingdom - als Jed - 2 afl.
- 2018 Liberty Crossing - als Terry Szymanski - 7 afl.
- 2015 The Spoils Before Dying - als Ed Nestly - 3 afl.
- 2014 Grimm - als Bart - 3 afl.
- 2010 – 2011 Boardwalk Empire – als baas Frank Hague – 4 afl.
- 2010 – 2011 Vampire Mob – als Marty Five – 2 afl.
- 2011 Against the Wall – als Carl Scott – 2 afl.
- 2011 Justified – als Walt McCready – 2 afl.
- 2007 – 2010 Saving Grace – als Doug Norman – 9 afl.
- 2009 24 – als Doug Knowles – 2 afl.
- 2007 Friday Night Lights – als coach Bill McGregor – 4 afl.
- 2006 Sleeper Cell – als Bob – 2 afl.
- 2006 Broken Trail – als Big Ears – 2 afl.
- 1998 – 2002 Any Day Now – als Colliar Sims - 11 afl.
- 1998 Michael Hayes – als ?? – 2 afl.
- 1993 – 1994 Bakersfield P.D. – als Denny Boyer – 17 afl.
- 1992 Arresting Behavior – als officier Pete Walsh – 5 afl.
- 1990 – 1991 Twin Peaks – als Hank Jennings – 13 afl.

### Computerspellen
- 1997 Wing Comander: Prophecy – als kolonel Jacob Manley
- 1996 Wing Comander: The Price of Freedom – als kolonel Jacob Manley

### Filmregisseur
- 2008 Fire Lane – korte film

### Filmproducent
- 2019 Rogue Warfare: The Hunt - film
- 2011 Blue Highway – korte film
- 2010 Flowers for Norma – korte film
- 2009 Dark Moon Rising – film
- 2008 The Block – korte film

### Scenarioschrijver
- 2024 The Field - korte film
- 2023 Stay Together - korte film
- 2008 The Block – korte film
- 2008 Fire Line – korte film
- 1988 Patti Rocks – film